# Diocese de Lérida
A Diocese de Lérida (em latim: Dioecesis Ilerdensis) é uma diocese da Igreja Católica da Espanha, sediada na cidade de Lérida, na província de Lérida, comunidade autónoma da Catalunha. Faz parte da Arquidiocese de Tarragona. Foi fundada em 500 pelo Papa Símaco e restabelecida em 1149 pelo Papa Eugênio III. Em 2022 contava com uma população católica de 180 200 fiéis, sendo 78,4% da população total, e tinha 93 paróquias.

## História
Em 500 o Papa Símaco funda a diocese de Lérida. Em 887 a diocese é suprimida para a criação da Diocese de Pallars–Ribagorça. Em 1149 e restabelecida pelo Papa Eugênio III. Em 1202 a Diocese de Lérida perde território para a Diocese de Huesca-Jaca. Em 1537 perde território para a Diocese de Barbastro. Em 1955 houve uma troca territorial entre a diocese de Lérida e a Diocese de Urgel. No mesmo ano a diocese perde território para as dioceses de Huesca, Solsona,  Barbastro e a Arquidiocese de Saragoça. Em contrapartida ganha território da Diocese de Tortosa.

## Lista de bispos
A seguir uma lista de bispos da diocese desde 1177. Há pouco registro dos bispos anteriores a essa data.
|                  | Nome                                            | Período          | Notas                                       |
| Bispos de Lérida | Bispos de Lérida                                | Bispos de Lérida | Bispos de Lérida                            |
| ---------------- | ----------------------------------------------- | ---------------- | ------------------------------------------- |
| 82º              | Daniel Palau Valero                             | 2025 -           | Atual                                       |
| 81º              | Salvador Giménez Valls                          | 2015 - 2025      |                                             |
| 80º              | Juan Piris Frígola                              | 2008 - 2015      |                                             |
| 79º              | Francesc-Xavier Ciuraneta Aymí                  | 1999 - 2007      | Renunciou                                   |
| 78º              | Ramón Malla Call                                | 1992 - 1999      | Renunciou                                   |
| 77º              | Ramón Malla Call                                | 1968 - 1992      | Nomeado bispo dessa diocese                 |
| 76º              | Aurelio del Pino Gómez                          | 1947 - 1967      |                                             |
| 75º              | Juan Villar y Sanz                              | 1943 - 1947      | Faleceu no cargo                            |
| 74º              | Salvio Huix Miralpéix, C.O.                     | 1935 - 1936      | Faleceu no cargo                            |
| 73º              | Manuel Irurita y Almándoz                       | 1926 - 1930      | Nomeado bispo de Barcelona                  |
| 72º              | José Miralles y Sbert                           | 1914 - 1925      | Nomeado bispo coadjutor de Barcelona        |
| 71º              | Juan Antonio Ruano Martín                       | 1905 - 1914      | Faleceu no cargo                            |
| 70º              | José Meseguer y Costa                           | 1899 - 1905      | Nomeado arcebispo de Granada                |
| 69º              | Tomás Costa y Fornaguera                        | 1875 - 1889      | Nomeado arcebispo de Tarragona              |
| 68º              | Mariano Puigllat y Amigó                        | 1862 - 1970      | Faleceu no cargo                            |
| 67º              | Pedro Cirilo Uriz y Labayru                     | 1850 - 1861      | Nomeado bispo de Pamplona                   |
| 66º              | José Domingo Costa y Borrás                     | 1847 - 1850      | Nomeado bispo de Barcelona                  |
| 65º              | Julián Alonso, O.Praem.                         | 1833 - 1944      | Faleceu no cargo                            |
| 64º              | Pablo Colmenares, O.S.B.                        | 1824 - 1932      | Faleceu no cargo                            |
| 63º              | Simón Antonio de Rentería y Reyes               | 1819 - 1824      | Nomeado arcebispo de Santiago de Compostela |
| 62º              | Remigio de La Santa y Ortega                    | 1818 - 1818      | Faleceu no cargo                            |
| 61º              | Manuel del Villar                               | 1816 - 1817      | Faleceu no cargo                            |
| 60º              | Jerónimo María Torres                           | 1783 - 1816      | Faleceu no cargo                            |
| 59º              | Joaquín Antonio Sánchez Ferragudo               | 1771 - 1783      | Faleceu no cargo                            |
| 58º              | Manuel Macías Pedrejón                          | 1757 - 1770      | Faleceu no cargo                            |
| 57º              | Gregorio Galindo                                | 1736 - 1756      | Faleceu no cargo                            |
| 56º              | Francisco Olaso Hipenza, O.S.A.                 | 1714 - 1735      | Faleceu no cargo                            |
| 55º              | Francisco Solís Hervás, O.de M.                 | 1701 - 1714      | Nomeado bispo de Cordová                    |
| 54º              | Juan Alfonso Valerià y Aloza, O.F.M.            | 1699 - 1701      | Faleceu no cargo                            |
| 53º              | Miguel Jerônimo de Molina e Aragonés, O.E.SS.H. | 1682 - 1698      | Faleceu no cargo                            |
| 52º              | Francisco Berardo                               | 1680 - 1681      | Faleceu no cargo                            |
| 51º              | Jaime de Copóns y de Tamarit                    | 1673 - 1680      | Faleceu no cargo                            |
| 50º              | José Ninot y Bardera                            | 1668 - 1673      | Faleceu no cargo                            |
| 49º              | Bráulio Sunyer                                  | 1664 - 1667      | Faleceu no cargo                            |
| 48º              | Miguel Escartín Arbeza, O.Cist                  | 1656 - 1664      | Nomeado bispo de Tarazona                   |
| 47º              | Pedro Anglada Sánchez, O.A.R.                   | 1644 - 1650      | Faleceu no cargo                            |
| 46º              | Bernardo Caballero Paredes                      | 1635 - 1642      | Nomeado bispo de Oviedo                     |
| 45º              | Pedro Magarola Fontanet                         | 1634 - 1634      | Faleceu no cargo                            |
| 44º              | Antônio Pérez, O.S.B.                           | 1633 - 1633      | Nomeado arcebispo de Tarragona              |
| 43º              | Pedro Antón Serra                               | 1621 - 1632      | Faleceu no cargo                            |
| 42º              | Francisco Virgili                               | 1599 - 1620      | Faleceu no cargo                            |
| 41º              | Pedro de Aragón                                 | 1592 - 1597      | Faleceu no cargo                            |
| 40º              | Juan Martínez de Villatoriel                    | 1586 - 1591      | Faleceu no cargo                            |
| 39º              | Gaspar Juan de la Figuera, C.R.S.A.             | 1585 - 1586      | Faleceu no cargo                            |
| 38º              | Benito Tocco, O.S.B.                            | 1583 - 1585      | Faleceu no cargo                            |
| 37º              | Carlos Domenech, C.R.S.A.                       | 1580 - 1581      | Faleceu no cargo                            |
| 36º              | Miguel Thomàs de Taxaquet                       | 1577 - 1578      | Faleceu no cargo                            |
| 35º              | Antonio Agustín                                 | 1561 - 1576      | Nomeado arcebispo de Tarragona              |
| 34º              | Miguel Puig                                     | 1556 - 1559      | Faleceu no cargo                            |
| 33º              | Juan Arias                                      | 1553 - 1554      | Faleceu no cargo                            |
| 32º              | Fernando de Loaces, O.P.                        | 1543 - 1553      | Nomeado bispo de Tortosa                    |
| 31º              | Martín Valero Cuesta                            | 1543 - 1543      | Faleceu no cargo                            |
| 30º              | Jaime de Conchillos, O.de M.                    | 1512 - 1543      | Faleceu no cargo                            |
| 29º              | Juan de Enguera, O.P.                           | 1510 - 1512      | Nomeado bispo de Tortosa                    |
| 28º              | Luis Juan del Milà                              | 1459 - 1507      | Faleceu no cargo                            |
| 27º              | Antônio Cerdà i Lloscos, O.SS.T.                | 1449 - 1459      | Faleceu no cargo                            |
| 26º              | García Aznárez de Añon                          | 1434 - 1449      | Faleceu no cargo                            |
| 25º              | Domingo Ram i Lanaja, C.R.S.A.                  | 1415 - 1435      | Renunciou                                   |
| 24º              | Pere de Cardona                                 | 1407 - 1411      | Faleceu no cargo                            |
| 23º              | Pedro Zagarriga                                 | 1403 - 1407      | Nomeado arcebispo de Tarragona              |
| 22º              | Jean Bauffès                                    | 1403 - 1403      | Faleceu no cargo                            |
| 21º              | Geraldo de Requeséns                            | 1387 - 1399      | Faleceu no cargo                            |
| 20º              | Raimundo de Escalas, O.S.A.                     | 1380 - 1386      | Nomeado bispo de Barcelona                  |
| 19º              | Romeo de Cescomes                               | 1361 - 1380      | Faleceu no cargo                            |
| 18º              | Esteban Mulceo                                  | 1348 - 1360      | Faleceu no cargo                            |
| 17º              | Jaime Sitjó                                     | 1341 - 1348      | Nomeado bispo de Tortosa                    |
| 16º              | Ferrer de Colom                                 | 1334 - 1340      | Faleceu no cargo                            |
| 15º              | Arnaldo de Cescomes                             | 1327 - 1334      | Nomeado arcebispo de Tarragona              |
| 14º              | Ramón de Avignó, O.S.A.                         | 1324 - 1327      | Faleceu no cargo                            |
| 13º              | Ponce Villamalur                                | 1322 - 1324      | Faleceu no cargo                            |
| 12º              | Guillen de Aranyo, O.P.                         | 1314 - 1321      | Faleceu no cargo                            |
| 11º              | Ponce Aquilaníu, C.R.S.A.                       | 1308 - 1313      | Faleceu no cargo                            |
| 10º              | Pedro del Rey                                   | 1299 - 1308      | Faleceu no cargo                            |
| 9º               | Gerardo de Andria                               | 1290 - 1298      | Faleceu no cargo                            |
| 8º               | Guillermo de Moncada                            | 1257 - 1278      | Faleceu no cargo                            |
| 7º               | Berenguer de Peralta                            | 1256 - 1256      | Faleceu no cargo                            |
| 6º               | Guillermo Barberá, O.P.                         | 1248 - 1255      | Faleceu no cargo                            |
| 5º               | Raimundo Siscar                                 | 1238 - 1247      | Faleceu no cargo                            |
| 4º               | Pedro Albalat, O.Cist.                          | 1236 - 1238      | Nomeado arcebispo de Tarragona              |
| 3º               | Berenguer de Erill                              | 1205 - 1235      | Faleceu no cargo                            |
| 2º               | Gombaldo de Camporells                          | 1191 - 1205      | Faleceu no cargo                            |
| 1º               | Guillermo Berenger                              | 1177 - 1190      | Nomeado arcebispo de Narbonne               |